# Boo 2! A Madea Halloween
Série Madea (en)
Boo! A Madea Halloween
(2016) A Madea Family Funeral
(2019)
Pour plus de détails, voir Fiche technique et Distribution.
Boo 2! A Madea Halloween est un film américain réalisé par Tyler Perry et sorti en 2017. Il s'agit d'une suite du film Boo! A Madea Halloween et du dixième film mettant en vedette le personnage de Madea (en).

## Synopsis
Madea, Bam et Hattie explorent un camping hanté.

## Fiche technique
- Titre : Boo 2! A Madea Halloween
- Réalisation : Tyler Perry
- Scénario : Tyler Perry et Brian Schulman
- Musique : Philip White
- Photographie : Richard J. Vialet
- Montage : Larry Sexton
- Production : Ozzie Areu, Will Areu, Tyler Perry et Mark E. Swinton
- Société de production : The Tyler Perry Company
- Société de distribution : Lionsgate (États-Unis)
- Pays :  États-Unis
- Genre : Comédie dramatique et comédie horrifique
- Durée : 101 minutes
- Dates de sortie : 
  -  États-Unis : 20 octobre 2017

## Distribution
- Tyler Perry : 
  - Mabel « Madea » Simmons (en)
  - l'oncle Joe Simmons, frère de Madea
  - Brian Simmons, fils de Joe et neveu de Madea
- Cassi Davis (en) : la tante Bam
- Patrice Lovely (en) (VF : Brigitte Guedj) : Hattie Mae Love
- Yousef Erakat : Jonathan
- Diamond White (en) : Tiffany Simmons, fille de Brian et Debrah
- Lexy Panterra (VF : Zina Khakhoulia) : Leah Devereaux
- Andre Hall (en) : Quinton
- Brock O'Hurn (en) : Ronaldo dit « Horse »
- Tito Ortiz : Victor, père de Gabriella
- Taja V. Simpson (en) (VF : Audrey Sourdive) : Debrah Simmons
- Inanna Sarkis : Gabriella
- Hannah Stocking (en) (VF : Joséphine Ropion) : Anna
- Mike Tornabene (VF : Taric Mehani) : Dino
- JC Caylen (en) : Mikey
- Akende Munalula (en) : Calvin
- Bradley Martyn : Byron
- De'arra Taylor (en) : Deidre
- Dee Dubois : Brian « B. J. » Simmons Jr.
- Elizabeth Hinkler et Emily Hinkler : Renee et Rose, acrobates jumelles
- Ken Walker (en) : Kevin
- Lauren Riihimaki (en) : Lisa
- Rae Sremmurd : eux-mêmes

 Source et légende : version française (VF) sur RS Doublage

## Accueil
Le film a reçu un accueil très défavorable de la critique. Il obtient un score moyen de 17 % sur Metacritic.